# Emil Juracka
Emil Juracka (født 11. juni 1912 i Wien, død 21. februar 1944 i Mahiljou, Hviderusland) var en østrigsk håndboldspiller, som blandt andet deltog i OL 1936.
Han var en del af det østrigske håndboldlandshold, som vandt sølvmedalje. Han spillede i to kampe, heriblandt finalen.